# Человек внутри (фильм)
«Человек внутри» (англ. The Man Within) — британская приключенческая криминальная драма режиссёра Бернарда Ноулза, которая вышла на экраны в 1947 году.
В основу фильма положен одноимённый роман 1929 года британского писателя Грэма Грина. Название фильма отсылает к цитате из книги сэра Томаса Брауна 1642 года «Вероисповедание врачевателей»: «Внутри меня есть другой человек, который зол на меня».
Действие фильма происходит в XIX веке в британском Суссексе. Фильм рассказывает о сироте Френсисе Эндрюсе (Ричард Аттенборо), опекуном которого становится джентльмен Ричард Карлайон (Майкл Редгрейв), который оказывается главарём банды контрабандистов, поставляющим на своём корабле бренди из Франции. Поначалу Френсис боготворит Карлайона, но после трёх лет насмешек и притеснений со стороны команды, а также несправедливого обвинения в краже, Эндрюс начинает ненавидеть своего опекуна. Он пишет письмо начальнику британской таможенной службы, используя которое власти устраивают засаду на банду Карлайона. В результате одного солдата убивают, а большинство контрабандистов попадают в руки властей. Эндрюсу удаётся сбежать, и он знакомится с местной жительницей Элизабет (Джоан Гринвуд) и влюбляется в её. Она уговаривает Эндрюса дать официальные показания властям, чтобы банду осудили. По дороге в город его соблазняет любовница королевского прокурора (Джин Кент), обещая ему свою любовь, если он даст показания против своего опекуна. В суде Эндрюс дает показания против контрабандистов, но в последний момент отказывается подтвердить, что Карлайон является главарём банды. Карлайон оказывается в тюрьме, и, оценив мужество Эндрюса, поощряет его начать новую жизнь, после чего Эндрюс уезжает в Лондон.
Это первый цветной фильм продюсера Сидни Бокса на студии.
Как отметила критика, несмотря на то, что в основу сценария положен роман Грэма Грина, а также его сильный актёрский состав, фильм не имел успеха в силу медленного темпа, слабой режиссуры и низких производственных качеств.
В США фильм вышел в 1948 году в слегка сокращённой версии под названием «Контрабандисты» (англ. The Smugglers).

## Сюжет
В Суссексе в XIX веке британский следователь допрашивает молодого моряка Фрэнсиса Эндрюса (Ричард Аттенборо) о банде контрабандистов и её главаре Ричарде Карлайоне (Майкл Редгрейв). Под угрозой пыток Эндрюс рассказывает следующую историю:
Подростком он воспитывался в частном интернате, где над ним издевались другие дети из-за того, что мальчишеским играм он предпочитал чтение стихов. Когда отец Эндрюса умер, его опекуном был назначен старый друг отца, благородный джентльмен Ричард Карлайон (Майкл Редгрейв), который взял его на свой корабль и поселил с собой в капитанской каюте. Эндрюс боготворил Карлайона, но другие матросы не уважали изнеженного Эндрюса и издевались над ним. После трёх лет плаваний Эндрюс понял, что Карлайон возглавляет банду контрабандистов, незаконно переправляющих бренди из Франции и Англию. Однажды матросы подставили Эндрюса в краже бочонка бренди, после чего его привязали к мачте и Карлайон лично отстегал его плетью. Тем же вечером Эндрюс, возненавидев Карлайона, написал письмо начальнику британской таможни с сообщением, где и когда команда Карлайона будет передавать контрабандный груз. В Суссексе контрабандисты попадают в засаду правительственных войск. В ходе боя одного солдата убивают, многих контрабандистов захватывают в плен, но Карлайону с небольшой группой удаётся бежать. Эндрюс, который наблюдал за происходящим из укрытия, убегает. Карлайон с двумя своими сообщниками, заподозрив Эндрюса в предательстве, начинает охоту на него. Эндрюсу удаётся добраться до маленькой деревушки, где его пускает в свой дом молодая Элизабет (Джоан Гринвуд), любимого отчима которой убили в бою с контрабандистами. Она залечивает рану на ноге у Эндрюса, кормит его и предоставляет ночлег. На похоронах отчима, где Элизабет и Эндрюс стоят вместе, появляется Карлайон, который замечает своего воспитанника. Позднее он приходит домой к Элизабет, рассказывая о себе и своих отношениях с Эндрюсом и о желании его убить. После ухода Карлайона Эндрюс рассказывает Элизабет свою версию истории, окончательно влюбляясь в привлекательную, добрую девушку. Она уговаривает Эндрюса дать показания против Карлайона, и он направляется в город Льюис, чтобы выступить в суде. По дороге он останавливается на ночлег в пабе, где напивается, и, не зная того, рассказывает королевскому прокурору (Бэзил Сидни), что только он располагает уликами против Карлайона. Прокурор очень заинтересован в том, чтобы Эндрюс дал суду показания на Карлайона, и с этой целью ночью подсылает к нему обворожительную Люси (Джин Кент), которая соблазняет Эндрюса своими чарами и обещает ему свою любовь, если он укажет на Карлайона. В суде Эндрюс рассказывает всю историю и сдаёт всех контрабандистов, однако после минутного сомнения утверждает, что Карлайон к ним не относится, чем спасает ему жизнь. Контрабандисты, включая Карлайона, попадают в тюрьму, но Эндрюса после допроса вскоре отпускают. При последней встрече Карлайон говорит Эндрюсу, что он наконец из труса превратился в настоящего мужчину, и благословляет его найти Элизабет и начать совершенно новую жизнь вдалеке от этих мест и от этих людей.

## В ролях
- Майкл Редгрейв — Ричард Карлайон
- Джин Кент — Люси
- Джоан Гринвуд — Элизабет
- Ричард Аттенборо — Фрэнсис Эндрюс
- Фрэнсис Л. Салливан — Брэддок
- Феликс Эйлмер — священник
- Рональд Шайнер — Кокни Гарри
- Эрнест Тисайгер — Фарни
- Дэвид Хорн — доктор Стэнтон
- Ральф Труман — тюремный следователь
- Аллан Джийс — судья
- Бэйзил Сидни — сэр Генри Мерриман
- Дэнни Грин — Хейк
- Джордж Мерритт — Хиллиард

## История создания фильма
В основу фильма положен роман 1929 года «Человек внутри» британского писателя Грэма Грина. Это первый роман Грина, который он написал в 25-летнем возрасте. Позже Грин назвал сам роман «безнадежно романтичным», а фильм — «ужасным».
Название фильма отсылает к фразе из книги 1643 года британского врача и писателя Томаса Брауна «Вероисповедание врачевателей»(англ. Religio Medici): «Внутри меня есть другой человек, который зол на меня».
Съёмки фильма проходили на студии Gainsborough Studios, Шепердс-Буш, Лондон. Это первый цветной фильм, выпущенный продюсером Сидни Боксом с тех пор, как он возглавил производство на Gainsborough Studios, и первая цветная картина, произведённая на студии в Шепердс-Буш.
В производстве фильма также участвовали компании Triton Films и Production Film Service, а его дистрибуторами были General Film Distributors в Великобритании и Eagle-Lion Films в США.
Фильм вышел в прокат в Великобритании 19 мая 1947 года и в США — 31 января 1948 года.
В США фильм демонстрировался в несколько сокращенной версии под названием «Контрабандисты» (англ. The Smugglers).
Как пишет историк кино Дерек Виннерт, «фильм не имел успеха в прокате, потеряв около 6500 фунтов стерлингов, что однако не так уж много, учитывая, что фильм обошелся всего в 161 800 фунтов стерлингов».

## Оценка фильма критикой
После лондонской премьеры фильма журнал Variety, в частности, написал: «В этой экранизации романа Грэма Грина есть многое, что можно похвалить. Самым же очевидным его недостатком является избыток слов. Вызывает раздражение то, что персонажи на экране говорят одновременно с закадровым комментарием, а многое из того, что следовало бы разыграть, передаётся словами, что снижает уровень сопереживания и напряженности». Как далее отмечается в рецензии, среди актёров «самую зрелую игру даёт Майкл Редгрейв, который уверенно сыграл благородного контрабандиста. У Ричарда Аттенборо в роли труса, который находит в себе мужество, есть свои удачные моменты. Джоан Гринвуд, многообещающая старлетка Rank, в роли возлюбленной Аттенборо несколько ограничена медленным суссекским диалектом, а Джин Кент пугающе современна в образе леди-вамп 1820-х годов».
Современный киновед Дерек Виннерт отметил, что у фильма «потенциально увлекательный фрейдистский материал и почти идеальный актёрский состав, чтобы всё сработало. Но прекрасный роман Грэма Грина превращен в совершенно непримечательный фильм, испорченный медленным темпом, неуверенной, дёрганой режиссурой и дешёвым производством с очевидными студийными декорациями наружных сцен». Как отмечает критик, «актёрская игра, которая обычно является ключом к успешной экранизации Грина, здесь по большей части разочаровывает из-за сомнительной, часто неуместной игры довольно известных актёров, которые обычно справлялись с работой гораздо лучше. Актёрская игра Аттенборо, великолепная цветная операторская работа Джеффри Ансворта и захватывающая дух кульминация- это самое лучшее, что есть в фильме».